# (2941) Alden
(2941) Alden est un astéroïde de la ceinture principale.

## Description
(2941) Alden est un astéroïde de la ceinture principale. Il fut découvert le 24 décembre 1930 à Flagstaff par Clyde William Tombaugh. Il présente une orbite caractérisée par un demi-grand axe de 2,15 UA, une excentricité de 0,09 et une inclinaison de 3,2° par rapport à l'écliptique.

## Compléments